# EyeTap

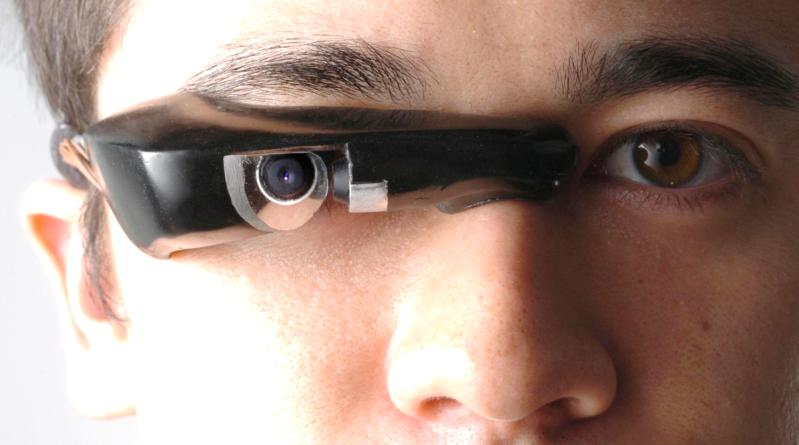
Homem usando um EyeTap no lado direito dos olhos.

O EyeTap é um dispositivo que é usado na frente do olho. Atua como uma câmera para gravar exatamente o que a pessoa está vendo como também mostrar uma imagem sobreposta à imagem real, como na realidade aumentada.
A fim de capturar o que o olho está vendo de forma mais precisa possível, o EyeTap usa um feixe divisor para enviar a mesma  cena (com intensidade reduzida)tanto para o olho como para a câmera. A câmera digitaliza a imagem refletiva da cena e a envia para um computador. O computador processa a imagem e a envia a um projetor. O projetor envia então a imagem ao outro lado do feixe divisor para que essa imagem previamente gerada por um computador seja refletida no olho de maneira a ser sobreposta à cena original.
Há também os EyeTaps estéreo, que modificam a luz passando através de ambos os olhos, mas muito dos protótipos são para um olho apenas, por motivos de dificuldade na construção do dispositivo.

## Possíveis usos

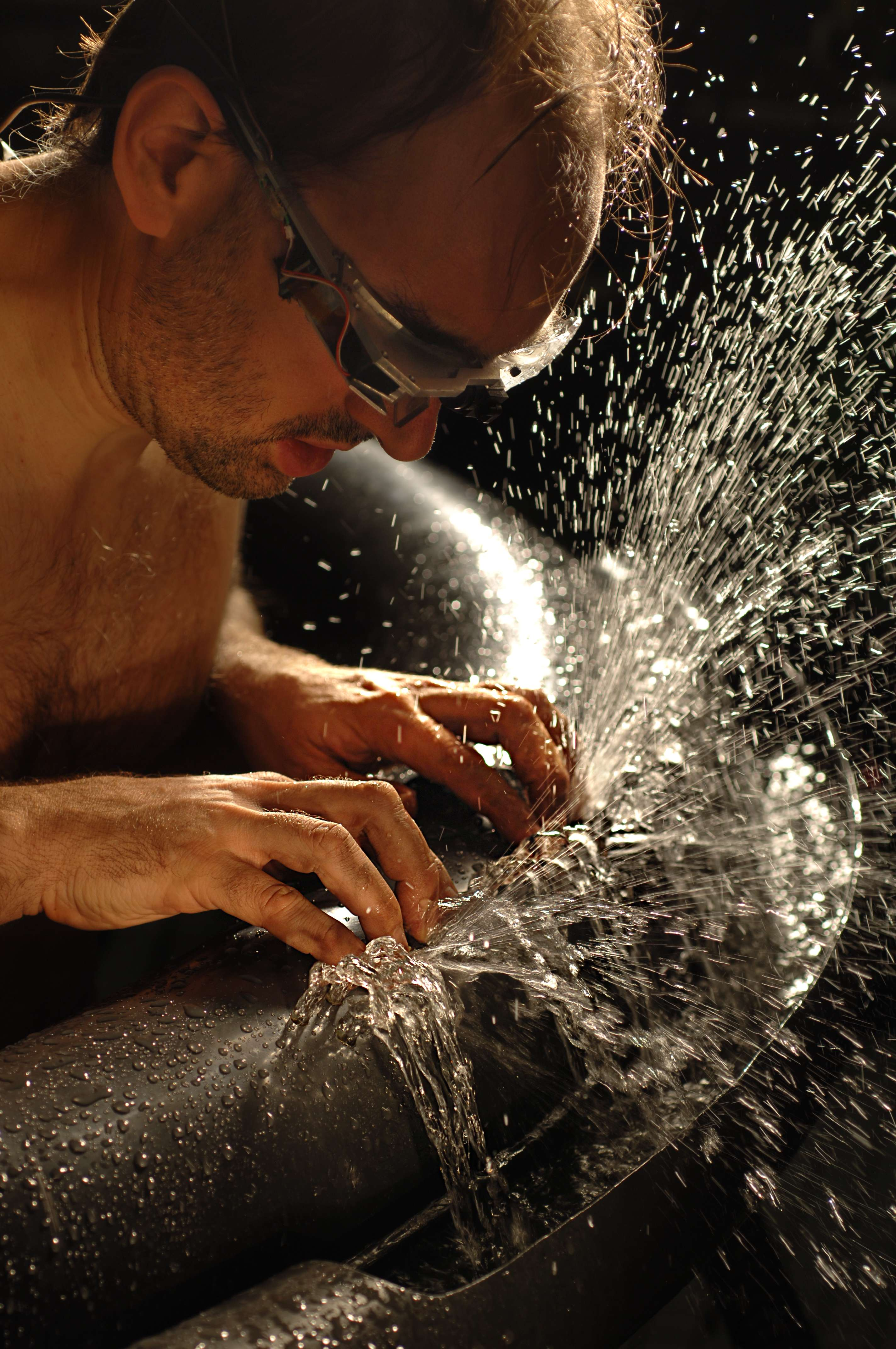
Aqui, o inventor do dispositivo, Steve Mann, está usando um EyeTap resistente à água.

O EyeTap é algo como uma tela portátil usada na cabeça. A diferença importante é que a cena disponível ao olho, agora, também é disponível ao computador, que projeta a imagem. Isso possibilita com que o EyeTap modifique a imagem gerada em resposta à imagem original. Um uso, por exemplo, seria o EyeTap para Esportes: aqui a pessoa usando o EyeTap, enquanto num estádio, seria possível observar um jogador em particular no campo e o EyeTap mostraria as estatísticas relevantes a esse jogador diretamente na tela, flutuando acima da cabeça do jogador. EyeTaps terão grande utilidade em qualquer área onde o usuário se benfeficiaria de informação interativa em tempo-real.